# Chapmannia somalensis
Chapmannia somalensis là một loài thực vật có hoa trong họ Đậu. Loài này được (Hillc. & J.B. Gillett) Thulin miêu tả khoa học đầu tiên năm 1999.